# Marianne Schuurmans-Wijdeven
Martina Henrica Francisca (Marianne) Schuurmans-Wijdeven (Tilburg, 16 april 1961) is een Nederlands politica en bestuurster. Ze is lid van de VVD. Sinds 10 juli 2019 is ze burgemeester van Haarlemmermeer.

## Biografie

### Maatschappelijke loopbaan
Na haar opleiding HBO-Jeugdwelzijn aan de Hannie Schaft Hogeschool Groningen (1979-1983) en een opleiding  Senior Management Assistent bij Instituut Schoevers (1983-1984) was ze van 1984 tot 1985  werkzaam als bestuurssecretaris bij stichting FIAD. Daarnaast studeerde zij Rechtsgeleerdheid (niet afgerond) aan de Rijksuniversiteit Utrecht (1984-1987).
Daarna werkte ze van 1985 tot 1995 als Management Assistent Juridische Zaken en als Software Sales en Marketing Specialist bij Digital Equipment Corporation. Na haar raadslidmaatschap in 2008 tot haar burgemeesterschap in 2010 was ze nog werkzaam als E-recruiter software specialisten bij Xearch.

### Politieke loopbaan
Daarnaast heeft Schuurmans een carrière in de lokale politiek. In 2002 werd ze gemeenteraadslid in Beuningen en van 2004 tot 2006 was ze daar wethouder (dit betrof een waarneming in verband met ziekte) en vervolgens van 2006 tot 2008 weer raadslid. Ze was van 2007 tot 2011 lid van Provinciale Staten van Gelderland.

### Burgemeester
Van februari 2010 tot september 2013 was ze burgemeester van de gemeente Millingen aan de Rijn. Ze werd gevraagd om voor deze gemeente een fusiepartner te zoeken; haar inspanningen resulteerden in een herindeling met Groesbeek en Ubbergen. Van 26 september 2013 tot 1 juli 2019 was Schuurmans burgemeester in de gemeente Lingewaard.
Op 3 juni 2019 werd Schuurmans door de gemeenteraad van Haarlemmermeer voorgedragen als nieuwe burgemeester van deze gemeente. Haar benoeming ging in op 10 juli 2019. Daarmee werd zij de eerste Kroonbenoemde burgemeester van de gemeente die op 1 januari 2019 is ontstaan uit een fusie van Haarlemmermeer en Haarlemmerliede en Spaarnwoude.

### Nevenfuncties
In april 2010 werd ze benoemd in het hoofdbestuur (het DB) van de VVD voor de portefeuille Opleiding en Training en Talentmanagement. Ze gaf zes jaar leiding aan de Haya van Someren-stichting. In 2016 trad ze na de maximale zittingstermijn af en werd ze door de algemene ledenvergadering benoemd tot lid van de permanente scoutingscommissie van de VVD. Van 2017 tot 2018 was ze toegevoegd adviseur talentontwikkeling voor het hoofdbestuur van de VVD.
Ze was vanaf 2014 (vice)-voorzitter van de Stadsregio Arnhem Nijmegen totdat deze in 2017 ophield te bestaan. In 2015 waren Schuurmans en Geert Jansen informateurs in Gelderland met de opdracht binnen een week tot een voorstel voor een nieuw college van Gedeputeerde Staten te komen.
Naast haar nevenfuncties ambtshalve was Schuurmans lid van de Raad van Toezicht van de Stichting Nederlandse Lokale Publieke Omroepen (NLPO), voorzitter van de Raad van Bestuur van de  Gelderse Sport Federatie en lid van de Permanente Scoutingcommissie VVD. Per 1 januari 2025 wordt Schuurmans benoemd als voorzitter van de Raad van Toezicht van de de Stichting Nederlandse Lokale Publieke Omroepen (NLPO).
Sinds haar benoeming tot burgemeester van Haarlemmermeer is zij ook in die hoedanigheid voorzitter van de Veiligheidsregio Kennemerland. Sinds 1 oktober 2020 is zij secretaris en vicevoorzitter van het Nederlands Genootschap van Burgemeesters (NGB). Na het vertrek van Liesbeth Spies op 1 februari 2025 naar Aedes werd Schuurmans waarnemend voorzitter van de NGB.

### Persoonlijk
Schuurmans is getrouwd en heeft twee kinderen. Haar hobby's zijn zwemmen, New York, (cultuur-)historie, sport, Jane Austen en muziek.